# Florian Sebastian Fitz
Florian Sebastian Fitz (* 1992 in Waidhofen an der Thaya) ist ein österreichischer Schauspieler und Musicaldarsteller.

## Leben
Florian Sebastian Fitz, der aus dem Waldviertel stammt, absolvierte von 2013 bis 2017 seine künstlerische Ausbildung (Schauspiel, Gesang, Tanz) an der Musik und Kunst Privatuniversität der Stadt Wien (MUK). Während seiner Ausbildung wirkte er in mehreren Produktionen der MUK Wien mit, u. a. als Dr. Otto Siedler in Im weißen Rößl, in der Titelpartie von Eating Raoul (MUK-Theater Wien) und als Cover Fridolin Weber in Mozart – Das Musical (Shanghai Culture Square).
Fitz arbeitet im Sprechtheater und Musical sowie für Film und Fernsehen. 2018 trat er als Lyngstrand in Die Frau vom Meer beim „Armen Theater Wien“ im Wiener Volksliedwerk in Ottakring auf. In der Saison 2018/19 gab er sein Debüt am Staatstheater am Gärtnerplatz in der Uraufführung der Revue-Operette Drei Männer im Schnee, in der er als Tierhändler Seidelbast und als Herr Calabré auf der Bühne stand. In dieser Produktion gastierte er auch in der Spielzeit 2019/20 am Staatstheater am Gärtnerplatz. 2020 trat er bei den Sommerspielen Melk auf.
In der ORF-Serie Walking on Sunshine (2019/20) war er in einer durchgehenden Nebenrolle als Patrick Jaric zu sehen. In der 15. Staffel der österreichischen TV-Serie SOKO Donau (2020) übernahm er eine Episodenrolle als Universitäts-Forschungsassistent für künstliche Intelligenz und Teilzeit-Mitarbeiter im Ars-Electronica-Center in Linz.
Gemeinsam mit seinem Bruder Felix ist er Musiker in der eigenen Band „Fitz Brothers“. Florian Sebastian Fitz lebt in Wien.

## Filmografie (Auswahl)
- 2015: Tatort: Grenzfall (Fernsehreihe)
- 2016: Mein Fleisch und Blut (Kinofilm)
- 2019–2020: Walking on Sunshine (Fernsehserie, Serienrolle)
- 2020/21: SOKO Donau|SOKO Wien: Der Geist in der Maschine (Fernsehserie, eine Folge)
- 2025: SOKO Donau/SOKO Wien: Funkenflug (Fernsehserie, eine Folge)